# Złota Malina

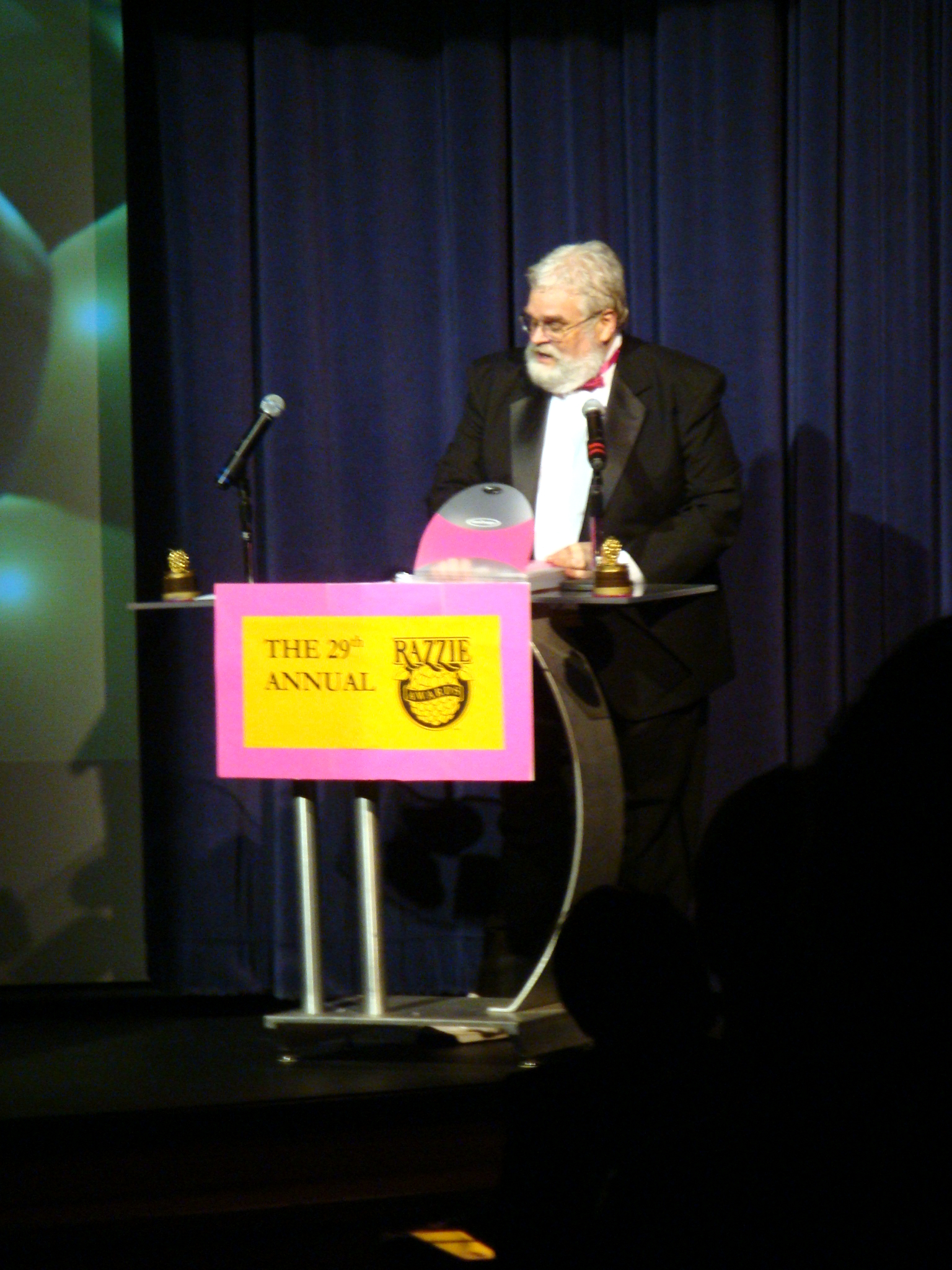
John J.B. Wilson podczas 29. gali rozdania Złotych Malin

Złota Malina (ang. Golden Raspberry Award, skr. Razzie) – antynagroda przyznawana najgorszym filmom, wymyślona przez krytyka filmowego Johna J.B. Wilsona w 1980. Pierwsza ceremonia odbyła się 31 marca 1981. Aktualnie nagrody te przyznaje GRAF (Golden Raspberry Award Foundation).
Statuetka Złotej Maliny jest wykonywana z tworzywa sztucznego przemalowanego na kolor złoty. Ma formę sztucznego owocu maliny umiejscowionego na rolce filmu Super 8. Wartość nagrody wynosi w przybliżeniu 4,89 dolara.
Jedynym nagrodzonym polskim filmem jest 365 dni, który w 2021 otrzymał nagrodę w kategorii Najgorszy scenariusz. Łącznie uzyskał nominacje w sześciu kategoriach.

## Historia
Złota Malina powstała przy okazji corocznego przyjęcia, które John J.B. Wilson organizował we własnym domu dla swoich znajomych w wieczór rozdania Oscarów, nagród Amerykańskiej Akademii Sztuki i Wiedzy Filmowej. 31 marca 1981 roku, po zakończeniu ceremonii oscarowej, Wilson zaprosił gości do udziału w zabawie polegającej na przyznaniu wyróżnień dla najgorszych filmów w różnych kategoriach. Następnie sam gospodarz odegrał rolę konferansjera parodiując rozdanie Nagród Akademii Filmowej.
Zabawa okazała się sukcesem i była powtarzana w kolejnych latach przyciągając coraz większe zainteresowanie. Już 4. edycja w 1984 roku została odnotowana przez ogólnokrajowe media.
W początkowych latach nagrody były przyznawane po ceremonii rozdania Oscarów. Od 4. edycji (1984), aby uniknąć konkurencji z Oscarami, zdecydowano się przenieść rozdanie Złotych Malin na dzień poprzedzający rozdanie Oscarów. Wyjątkiem był rok 2012, kiedy wręczenie Oscarów poprzedziło ogłoszenie nominacji do nagrody, a rozdanie miało miejsce 1 kwietnia. Także w roku 2020 ogłoszenie nominacji do nagrody nastąpiło dzień przed wręczeniem Oscarów, ale ceremonia planowana na dzień 14 marca 2020 została odwołana z powodu pandemii COVID-19. Wyniki zostały ogłoszone na stronie internetowej.
W 2023 roku na skutek kontrowersji wywołanej nominacją Ryan Kiery Armstrong uznano, że nominowane mogą być wyłącznie osoby, które ukończyły 18 lat, zaś samą nominację cofnięto.

## Odpowiedniki za granicą
- Francja – antynagroda Brutusy.
- Indie i kino Bollywood – antynagroda Złote Banany.
- Polska – antynagroda Węże.

## Kategorie
Obecnie nagroda jest przyznawana w następujących:
- Najgorszy film
- Najgorszy reżyser
- Najgorszy aktor
- Najgorsza aktorka
- Najgorszy aktor drugoplanowy
- Najgorsza aktorka drugoplanowa
- Najgorsze ekranowe połączenie
- Najgorszy scenariusz
- Najgorszy prequel, remake, plagiat lub sequel[a]
- Odkupienie za Złotą Malinę

Dawniej wręczano również nagrody w następujących kategoriach:
- Najgorszy debiut (1981–1998; z wyjątkiem roku 1989)
- Najgorsza piosenka (1980–1999; 2002)
- Najgorsza ścieżka dźwiękowa (1981-1985)
- Najgorsze efekty specjalne (1986–1987)

W niektórych latach przyznawano również nagrody w kategoriach specjalnych i okolicznościowych.
| Rok  | Kategoria                                                                                        | Nominowani (zwycięzców oznaczono pogrubieniem) |
| ---- | ------------------------------------------------------------------------------------------------ | --- |
| 1996 | Nagroda im. Joego Eszterhasa dla najgorzej napisanego filmu, który zarobił ponad 100 mln dolarów | - Twister – Michael Crichton i Anne-Marie Martin - Dzwonnik Notre Dame – Tab Murphy, Irene Mecchi, Bob Tzudiker i Noni White - Dzień Niepodległości – Dean Devlin i Roland Emmerich - Mission: Impossible – David Koepp and Robert Towne - Czas zabijania – Akiva Goldsman |
| 1997 | Największy brak szacunku dla życia ludzkiego i cudzej własności                                  | - Con Air: Lot skazańców - Batman i Robin - Zaginiony świat: Jurassic Park - Turbulencja - Wulkan |
| 1998 | Najgorszy filmowy trend roku                                                                     | - 58-letni główny bohater baraszkujący z 28-letnimi głównymi bohaterkami - Zwiastuny zdradzające całą fabułę - Dłuższe filmy, mniej fabuły - THX zagłuszające dźwięk - Kampanie promocyjne kosztujące tryliardy dolarów                                                    |
| 2002 | Film dla młodzieży wywołujący największe wzdęcia                                                 | - Jackass: Świry w akcji - Osiem szalonych nocy - Crossroads – Dogonić marzenia - Scooby-Doo - xXx |
| 2003 | Najgorsze usprawiedliwienie dla zrealizowania filmu                                              | - Kot - Za szybcy, za wściekli - Aniołki Charliego: Zawrotna szybkość - Justin i Kelly - Prawdziwe Cancun |
| 2005 | Najbardziej męczący temat z tabloidów                                                            | - Tom Cruise, jego córka, Katie Holmes, kanapa Opry Winfrey i wieża Eiffla - Tom Cruise i jego antypsychiatryczna tyrada - Paris Hilton - Pan i pani Britney, ich dziecko i kamera - Simpsonowie: Jessica, Ashlee i Nick                                                   |
| 2006 | Najgorszy film próbujący uchodzić za kino familijne                                              | - RV: Szalone wakacje na kółkach - Wesołych świąt - Garfield 2 - Śnięty Mikołaj 3: Uciekający Mikołaj - Na psa urok |
| 2007 | Najgorszy film próbujący uchodzić za horror                                                      | - Wiem, kto mnie zabił - Obcy kontra Predator 2 - Sadysta - Hannibal: Po drugiej stronie maski - Hostel II |
| 2010 | 3D sprawiające, że widz chce sobie wyłupić oczy                                                  | - Ostatni władca wiatru - Psy i koty: Odwet Kitty - Starcie tytanów - Dziadek do orzechów - Piła 3D |

### Nagrody rocznicowe
Począwszy od 2000 roku, podczas ceremonii wieńczącej dekadę przyznawane są nagrody dla najgorszych aktorów i filmów minionych dziesięciu lat. Wyjątkiem był rok 2000, kiedy nagrody rocznicowe wręczono po raz pierwszy: za lata 80., 90. i za XX wiek. W 2005 roku przyznano również specjalne nagrody z okazji 25-lecia Złotych Malin.
| Okres/ ceremonia             | Kategoria                  | Nominowani |
| ---------------------------- | -------------------------- | --- |
| Lata 80. (10.)               | Najgorszy aktor            | - Sylvester Stallone - Christopher Atkins - Ryan O’Neal - Prince - John Travolta                                                     |
| Lata 80. (10.)               | Najgorsza aktorka          | - Bo Derek - Faye Dunaway - Madonna - Brooke Shields - Pia Zadora                                                                    |
| Lata 80. (10.)               | Najgorszy film             | - Najdroższa mamusia (1981) - Bolero (1984) - Kaczor Howard (1986) - Kobieta samotna (1983) - Star Trek V: Ostateczna granica (1989) |
| Lata 80. (10.)               | Najgorszy debiut dekady    | - Pia Zadora - Christopher Atkins - Madonna - Prince - Diana Scarwid                                                                 |
| Lata 90. (20.)               | Najgorszy aktor stulecia   | - Sylvester Stallone - Kevin Costner - Prince - William Shatner - Pauly Shore                                                        |
| Lata 90. (20.)               | Najgorsza aktorka stulecia | - Madonna - Elizabeth Berkley - Bo Derek - Brooke Shields - Pia Zadora                                                               |
| Lata 90. (20.)               | Najgorszy film dekady      | - Showgirls (1995) - Spalić Hollywood (1998) - Hudson Hawk (1991) - Wysłannik przyszłości (1997) - Striptiz (1996)                   |
| Lata 90. (20.)               | Najgorszy debiut dekady    | - Pauly Shore - Elizabeth Berkley - Ahmed Best - Sofia Coppola - Dennis Rodman                                                       |
| 25-lecie Złotych Malin (25.) | Największy przegrany       | - Arnold Schwarzenegger - Kim Basinger - Angelina Jolie - Ryan O’Neal - Keanu Reeves                                                 |
| 25-lecie Złotych Malin (25.) | Najgorszy dramat           | - Bitwa o Ziemię (2000) - Kobieta samotna (1983) - Najdroższa mamusia (1981) - Showgirls (1995) - Rejs w nieznane (2002)             |
| 25-lecie Złotych Malin (25.) | Najgorsza komedia          | - Gigli (2003) - Pluto Nash (2002) - Kot (2003) - Luźny gość (2001) - Leonard, część 6 (1987)                                        |
| 25-lecie Złotych Malin (25.) | Najgorszy musical          | - Justin i Kelly (2003) - Can’t Stop the Music (1980) - Glitter (2001) - Rhinestone (1984) - Spice World (1998) - Xanadu (1980)      |
| 2000–2009 (30.)              | Najgorszy aktor dekady     | - Eddie Murphy - Ben Affleck - Mike Myers - Rob Schneider - John Travolta                                                            |
| 2000–2009 (30.)              | Najgorsza aktorka dekady   | - Paris Hilton - Mariah Carey - Lindsay Lohan - Jennifer Lopez - Madonna                                                             |
| 2000–2009 (30.)              | Najgorszy film dekady      | - Bitwa o Ziemię (2000) - Luźny gość (2001) - Gigli (2003) - Wiem, kto mnie zabił (2007) - Rejs w nieznane (2002)                    |

Planowano również stworzyć kategorię "Najgorszy występ Bruce'a Willisa w filmie z 2021", jednak ze względu na stan zdrowia aktora zrezygnowano z tego pomysłu..

## Odbiór nagród

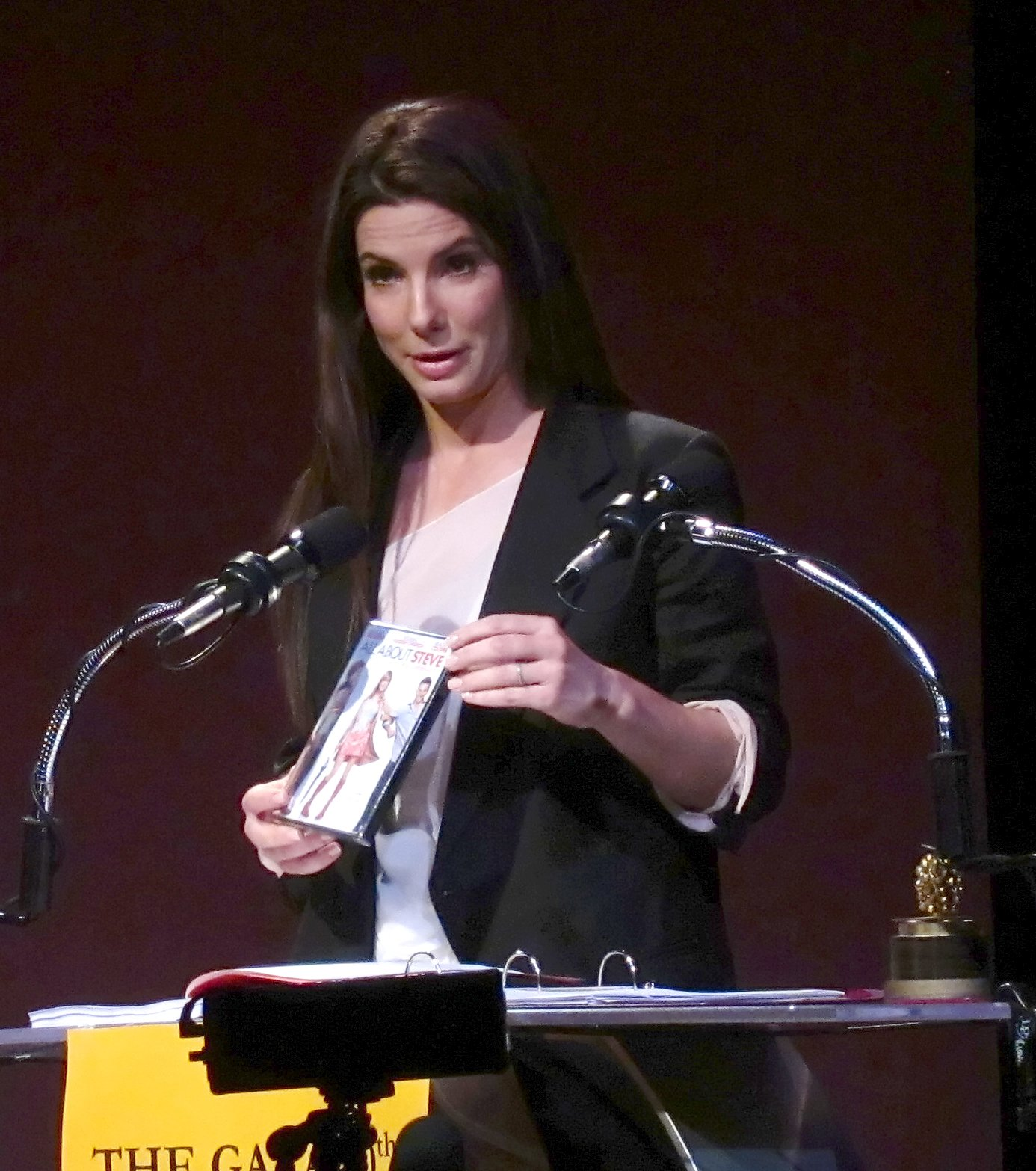
Sandra Bullock odbierająca Złotą Malinę 2010

Złote Maliny nie są odbierane przez laureatów, jednak w historii nagrody osobiście odebrały ją cztery osoby. Pierwszym, który przyjął nagrodę, był Paul Verhoeven jako najgorszy reżyser za film Showgirls w 1996. Drugim był Tom Green, reżyser i aktor filmu Luźny gość, który zwyciężył w pięciu kategoriach w 2001. Trzecią była aktorka Halle Berry w 2004 za rolę w Kobieta-Kot, który wygrał też w trzech innych kategoriach. Odbierając Złotą Malinę, trzymała w ręku Oscara dla najlepszej aktorki za Czekając na wyrok, którego otrzymała w 2002. Czwartą osobą, która odebrała Złotą Malinę, była Sandra Bullock. Otrzymała ona dwie nagrody za rok 2010: dla najgorszej aktorki i (wraz z Bradleyem Cooperem) dla najgorszej ekranowej pary w filmie Wszystko o Stevenie. Następnego dnia Bullock odebrała Oscara za rolę w filmie Wielki Mike, stając się jedną z trzech osób, które w jednym roku zdobyły zarówno Oscara, jak i Złotą Malinę. Wcześniej osiągnęli to kompozytor Alan Menken w 1993 i scenarzysta Brian Helgeland w 1998.
Kilka innych osób, m.in. Bill Cosby i Tom Selleck, odebrało nagrody w ceremoniach zaaranżowanych na potrzeby rozrywkowych talk-shows. Ben Affleck, zdobywca nagrody dla najgorszego aktora za Daredevila, Zapłatę i Gigli, choć nie pojawił się na ceremonii, upomniał się o statuetkę, którą po tygodniu zaprezentował w programie Larry’ego Kinga.

## Złota Malina a Oscary
Trzy razy zdarzyło się przyznanie Złotej Maliny osobie, która w tym samym roku zdobyła również Oscara, aczkolwiek za każdym razem twórcy zostali nagrodzeni za różne produkcje. W 1993 Alan Menken otrzymał Złotą Malinę jako autor piosenki z filmu Gazeciarze oraz Oscara za muzykę do filmu Aladyn. W 1998 Malinę otrzymał Brian Helgeland za scenariusz filmu Wysłannik przyszłości, a dzień później Oscara za scenariusz adaptowany filmu Tajemnice Los Angeles. Trzecią osobą była Sandra Bullock nagrodzona w 2010 dwiema Malinami dla najgorszej aktorki i wspólnie z Bradleyem Cooperem jako najgorsza ekranowa para w filmie Wszystko o Stevenie. Następnego dnia Bullock odebrała Oscara dla najlepszej aktorki za film Wielki Mike.
Kilkukrotnie jednak miało miejsce nominowanie twórców za ten sam film zarówno do Oscara i Złotej Maliny. W 1982 James Coco został nominowany jako najlepszy i najgorszy aktor drugoplanowy za film Tylko gdy się śmieję (żadnej z nagród nie zdobył). W 1984 jako najlepsza i najgorsza aktorka drugoplanowa nominowana została Amy Irving za rolę w filmie Yentl (żadnej z nagród nie zdobyła). W 2021 za tę samą rolę w filmie Elegia dla bidoków jako najlepsza i najgorsza aktorka drugoplanowa nominowana została Glenn Close (żadnej z nagród nie zdobyła). Ponadto zarówno do Oscara i Złotej Maliny zostały nominowane piosenki: „Life in a Looking Glass” z filmu Takie jest życie (1987), „How Do I Live” z filmu Con Air – lot skazańców (1998) oraz „I Don’t Want to Miss a Thing” z filmu Armageddon (1999).
Biorąc pod uwagę poszczególne filmy, jedynym jednoczesnym zdobywcą Oscara i Złotej Maliny jest Wall Street. W 1988 Oscara dla najlepszego aktora pierwszoplanowego zdobył Michael Douglas, a Złotą Malinę dla najgorszej aktorki drugoplanowej otrzymała Daryl Hannah.